# María Jesús Figa López-Palop
María Jesús Figa López-Palop (Barcelona, 26 d'abril de 1951) és una diplomàtica espanyola, membre de l'alta burgesia catalana. Des del 15 d'abril de 2011 fins al 15 de maig de 2012 va ser ambaixadora d'Espanya davant la Santa Seu, la primera dona que representava Espanya davant aquest estat.

## Biografia
Llicenciada en Dret, va ingressar en 1978 en la Carrera Diplomàtica. Ha estat destinada en les representacions diplomàtiques espanyoles a Costa d'Ivori, Mèxic i Lisboa. Ha estat cap del Gabinet Tècnic en la Subssecretaria d'Afers exteriors, i vocal assessora en la Direcció general de Política Exterior per a Europa i Amèrica del Nord i en el Departament Internacional i Seguretat del Gabinet del President del Govern. En 2002 va ser nomenada ambaixadora d'Espanya en la República Dominicana i, posteriorment, ambaixadora en Missió Especial per a les Cimeres Iberoamericans i Assumptes Multilaterals d'Iberoamèrica. Al desembre de 2005 va ser nomenada directora general de Relacions Econòmiques Internacionals i, d'octubre de 2007 a abril de 2011, subsecretària d'Afers exteriors i de Cooperació.
El 13 de novembre de 2009, la presidenta de l'Argentina, Cristina Fernández de Kirchner, va atorgar per decret a Figa, entre altres espanyols, la gran creu de l'Orde del Libertador San Martín.
Al maig de 2012, va passar a ocupar el lloc de representació en l'ambaixada de Hèlsinki, en substitució urgent del seu predecessor Marcos Vega Gómez, fulminantment destituït per un presumpte delicte de falsificació de documents, malversació i prevaricació en l'ambaixada finlandesa. Per aquesta causa, la fiscalia de l'Audiència Nacional en l'any 2015 sol·licità deu anys de presó. Prèviament, en 2011, Marcos Vega havia denunciat l'existència d'una caixa b en aquesta ambaixada.